# Instituto Guttmacher
El Instituto Guttmacher (en inglés Guttmacher Institute) es una organización privada sin ánimo de lucro que apoya el derecho al aborto, y desde esa perspectiva promueve la salud reproductiva, bajo los principios y la definición establecida por la Organización Mundial de la Salud (OMS). Según informa en su sitio web, el instituto opera en Estados Unidos y en todo el mundo a través de un programa general de investigación en ciencias sociales, análisis de políticas y educación pública sobre salud sexual y salud reproductiva.

## Fundación y desarrollo
El Instituto Guttmacher fue fundado en 1968 como Centro de Desarrollo de la Planificación Familiar, una sección semiautónoma de la Planned Parenthood Federation of America perteneciente a la Federación Internacional de Planificación Familiar. El Centro fue rebautizado como Guttmacher Institute en memoria de Alan Guttmacher Frank, ginecólogo y obstetra estadounidense, quien fue presidente de Planned Parenthood. El Instituto Guttmacher se convirtió en una organización independiente, sin ánimo de lucro en 1977.
Según su declaración de objetivos, este programa general apunta a "generar nuevas ideas, estimular el debate público de los intelectuales, promover políticas racionales y su desarrollo que permitan una buena información para la toma de decisiones individuales."
Las cuatro décadas de existencia del Instituto Guttmacher indicarían -a la vista de la experiencia, la recogida de datos, el análisis y su tratamiento científico- la necesidad de difusión sistemática de los resultados y evidencias que pueden promover cambios convenientes en las políticas, programas y prácticas médicas relativas a la salud reproductiva. 

### Oficinas y presupuesto
El Instituto Guttmacher dispone de oficinas en Nueva York y Washington D. C.. En 2007 tuvo unos ingresos anuales de 15,8 millones de dólares y unos gastos de 11,9 millones de dólares, con una reserva de activos de 22,4 millones de dólares.

## Polémicas
En 2012, una investigación revela que el Instituto utiliza en sus estudios, procedimientos carentes de rigor científico para aumentar los datos estadísticos sobre aborto inducido en varios países de América Latina.

## Publicaciones
El Instituto Guttmacher edita las siguientes revistas:
Revistas científicas sobre Planificación familiar y salud sexual y reproductiva
- International Family Planning Perspectives[11]
- Perspectives on Sexual and Reproductive Health[12]

Revista periódica sobre políticas públicas de salud sexual y reproductiva
- The Guttmacher Policy Review'[13]